# 춘양중학교
춘양중학교(春陽中學校)는 대한민국 경상북도 봉화군 춘양면 서동리에 있는 공립 중학교이다.

## 학교 연혁
- 1951년 10월 29일 : 춘양중학교 설립 인가(4학급)
- 1980년 3월 1일 : 춘양중학교 학칙 변경(12학급 인가)
- 1999년 3월 1일 : 경상북도교육청 지정 시범학교(농어촌 미래 교실)
- 2011년 3월 1일 : 교육인적자원부 지정 전원학교(3년)
- 2014년 3월 1일 : 교육부요청 경상북도교육청지정 정책 연구학교(디지털교과서 2년)
- 2023년 3월 2일 : 제32대 윤정란 교장 취임
- 2024년 1월 5일 : 제73회 졸업(9명) 누계 11,018명
- 2024년 3월 4일 : 입학식(5명)

## 참고 자료
- 춘양중학교 - 한국교육학술정보원 학교알리미